# Junhac
Junhac és un municipi francès situat al departament de Cantal i a la regió d'Alvèrnia-Roine-Alps. L'any 2007 tenia 333 habitants.

## Demografia

### Població
El 2007 la població de fet de Junhac era de 333 persones. Hi havia 132 famílies de les quals 36 eren unipersonals (12 homes vivint sols i 24 dones vivint soles), 44 parelles sense fills, 44 parelles amb fills i 8 famílies monoparentals amb fills.
La població ha evolucionat segons el següent gràfic:
Habitants censats

### Habitatges
El 2007 hi havia 206 habitatges, 142 eren l'habitatge principal de la família, 52 eren segones residències i 12 estaven desocupats. 200 eren cases i 5 eren apartaments. Dels 142 habitatges principals, 123 estaven ocupats pels seus propietaris, 13 estaven llogats i ocupats pels llogaters i 6 estaven cedits a títol gratuït; 13 tenien dues cambres, 30 en tenien tres, 44 en tenien quatre i 55 en tenien cinc o més. 68 habitatges disposaven pel capbaix d'una plaça de pàrquing. A 84 habitatges hi havia un automòbil i a 44 n'hi havia dos o més.

### Piràmide de població
La piràmide de població per edats i sexe el 2009 era:
| Homes | Edats   | Dones |
| ----- | ------- | ----- |
| 0     | 95 o +  | 0     |
| 0     | 90 a 94 | 4     |
| 4     | 85 a 89 | 4     |
| 4     | 80 a 84 | 8     |
| 8     | 75 a 79 | 12    |
| 12    | 70 a 74 | 4     |
| 12    | 65 a 69 | 24    |
| 16    | 60 a 64 | 12    |
| 4     | 55 a 59 | 20    |
| 8     | 50 a 54 | 8     |
| 12    | 45 a 49 | 4     |
| 28    | 40 a 44 | 8     |
| 12    | 35 a 39 | 16    |
| 4     | 30 a 34 | 8     |
| 0     | 25 a 29 | 0     |
| 4     | 20 a 24 | 8     |
| 12    | 15 a 19 | 0     |
| 16    | 10 a 14 | 4     |
| 8     | 5 a 9   | 0     |
| 4     | 0 a 4   | 0     |

## Economia
El 2007 la població en edat de treballar era de 178 persones, 129 eren actives i 49 eren inactives. De les 129 persones actives 122 estaven ocupades (72 homes i 50 dones) i 7 estaven aturades (3 homes i 4 dones). De les 49 persones inactives 23 estaven jubilades, 13 estaven estudiant i 13 estaven classificades com a «altres inactius».

### Ingressos
El 2009 a Junhac hi havia 135 unitats fiscals que integraven 308 persones, la mediana anual d'ingressos fiscals per persona era de 11.363,5 €.

### Activitats econòmiques
Dels 18 establiments que hi havia el 2007, 1 era d'una empresa de fabricació d'altres productes industrials, 2 d'empreses de construcció, 2 d'empreses de comerç i reparació d'automòbils, 1 d'una empresa de transport, 6 d'empreses d'hostatgeria i restauració, 3 d'empreses de serveis, 1 d'una entitat de l'administració pública i 2 d'empreses classificades com a «altres activitats de serveis».
Dels 5 establiments de servei als particulars que hi havia el 2009, 1 era un taller de reparació d'automòbils i de material agrícola, 2 paletes i 2 restaurants.
L'any 2000 a Junhac hi havia 53 explotacions agrícoles que ocupaven un total de 1.444 hectàrees.

## Equipaments sanitaris i escolars
El 2009 hi havia 2 escoles elementals.

## Poblacions més properes
El següent diagrama mostra les poblacions més properes.